# Salvador de Zapardiel
Salvador de Zapardiel é um município da Espanha na província de Valladolid, comunidade autónoma de Castela e Leão, de área 26,24 km² com população de 171 habitantes (2007) e densidade populacional de 7,16 hab/km².

## Demografia
| Variação demográfica do município entre 1991 e 2004 | Variação demográfica do município entre 1991 e 2004 | Variação demográfica do município entre 1991 e 2004 | Variação demográfica do município entre 1991 e 2004 |
| --------------------------------------------------- | --------------------------------------------------- | --------------------------------------------------- | --------------------------------------------------- |
| 1991                                                | 1996                                                | 2001                                                | 2004                                                |
| 223                                                 | 208                                                 | 191                                                 | 188                                                 |